# Gorybia tibialis
Gorybia tibialis är en skalbaggsart som beskrevs av Martins 1976. Gorybia tibialis ingår i släktet Gorybia och familjen långhorningar.
Artens utbredningsområde är:
- Panama.
- Venezuela.

Inga underarter finns listade i Catalogue of Life.